# シャーマニズム
シャーマニズムあるいはシャマニズム（英: Shamanism）とは、シャーマン（巫師・祈祷師）の能力により成立している宗教や宗教現象の総称であり、宗教学、民俗学、人類学（宗教人類学、文化人類学）等々で用いられている用語・概念である。巫術（ふじゅつ）などと表記されることもある。
シャーマニズムとはシャーマンを中心とする宗教形態で、精霊や冥界の存在が信じられている。シャーマニズムの考えでは、霊の世界は物質界よりも上位にあり、物質界に影響を与えているとされる。
シャーマンとはトランス状態に入って超自然的存在（霊、神霊、精霊、死霊など）と交信する現象を起こすとされる職能・人物のことである。
「シャーマン」という用語・概念は、ツングース語で呪術師の一種を指す「šaman, シャマン」に由来し、19世紀以降に民俗学者や旅行家、探検家たちによって、極北や北アジアの呪術あるいは宗教的職能者一般を呼ぶために用いられるようになり、その後に宗教学、民俗学、人類学などの学問領域でも類似現象を指すための用語（学術用語）として用いられるようになったものである。
シャーマニズムという用語で、上記の現象自体に加えて、その現象に基づく思想を呼ぶこともある（ミルチャ・エリアーデなど）。広義には地域を問わず同様の宗教、現象、思想を総合してシャーマニズムと呼ぶ。

## 用語
日本語における「シャーマニズム」「シャマニズム」の区別（母音の長短）は、研究者の学問分野と密接な関係がある。北海道・樺太・シベリア・満洲・モンゴル・朝鮮半島を中心とした北方文化圏の研究者の多くは「シャマン」「シャマニズム」という表記を用いてきた。ツングース語の発音は「シャマン」に近いとされる。一方、沖縄（琉球王国）・台湾・中国南部・東南アジア・インドを中心とした南方文化圏の研究者の多くは「シャーマン」「シャーマニズム」の表記を用いてきた。また欧米の民族学・人類学・宗教学の研究を紹介する際の翻訳語としては、「シャーマニズム」「シャマニズム」が任意に用いられている。堀一郎の場合、「シャーマニズム」という表記にはこの対象を世界的視野で捉えようという意図が込められていると指摘する。ウノ・ハルヴァの『シャマニズム』を1971年に翻訳した田中克彦は、2013年に再刊された東洋文庫版の後書きで、「語源とされるツングース語によれば、シャマンあるいはシャマーンとするのが至当であると思われる」と述べ、英語の発音を由来とするシャーマンという言葉の使用を批判している。

## シャーマニズムの定義
シャーマニズムの定義は学者によって様々である。
まず地域であるが、北アジアに限られるとする説と、世界中の他の地域で見られる諸現象を含める説がある。
また超自然的存在と交信する際、脱魂と憑依（憑霊）のどちらを基本と捉えるかについても意見が分かれている。エリアーデは脱魂（ecstasy）のほうを本質的だとするが、マッカロック（J. A. MacCullock）は憑依（possession）を重視し、I. M. ルイスは一方を強調することを批判する。例えばシベリアなど北東アジア研究者は脱魂を重視し、東南アジアや南米の研究者は憑霊を重視し、日本や朝鮮半島の研究者は憑霊ないし折衷説をとる傾向がある。多くの学者は地域・民族・文化などの相違によってそのいずれかが積極的な意味をもつものと考えている。パウルゾン（I. Paulson）は、脱魂と憑依を区別しつつ、脱魂ではシャーマンはトランスの中でみずから行動するのでトランスが解けた後で体験内容を説明することができるのに対して、憑依ではシャーマンに憑依した精霊や死霊が活躍するのでトランスから覚めても本人は何事が生じたのか説明できないとした。
佐々木宏幹は、シャーマニズムには次のような3つの要素があるとする。
- トランスという特別の精神状態において脱魂（ecstasy）または憑依（憑霊）（possession）が行われる
- 神仏・精霊などの超自然的存在と直接接触・交流・交信
- 社会的に一定の役割を持つ信仰と行動の体系

トランスは、ある種の異常心理状態ではあるが、平常の社会人と半ば交流できる状態でもある。また演技的なものもあると考えられている。「脱魂」とは、ある人物の霊魂が身体を離脱することであり、「憑依（憑霊）」とは、神霊・精霊がある人物の身体に憑くことである。脱魂したシャーマンは、その間、超自然的存在と交流していて、その事情を報告する場合もあるが、憑依されたシャーマンは、その間のことを正気に返った時にまるで覚えていない場合が少なくない。また「憑霊（憑依）」はトランス状態になくても起こっていると考えられる場合がある。
（トランスパーソナル心理学と変性意識状態も参照。）
なお上記の定義からも分かるように、シャーマニズムという概念は、別の学術的概念「アニミズム」にも分類可能な要素を含んでいるので、一般に、実際の宗教はただシャーマニズムである、ということにはならない。

## シャーマンの種類
ジェームズ・フレイザーは、霊媒（medium）、予言者（prophet）、見者（seer）、呪師（sorcerer）としていたがその多くはシャーマンに分類される。佐々木宏幹は少なくとも5つに分ける必要性を主張している。
- 脱魂型 - シャーマンの霊魂が身体を離脱して霊界に赴き、諸精霊を使役してもろもろの役割を果たす。広義の精霊統御者型の一種。
- 精霊統御者型 - 補助霊を駆使してもろもろの役割を果たす。
- 霊媒型・憑霊型 - シャーマンが神霊・精霊を自らの身体に憑依させ、人格変換が行われ、シャーマンは神霊自身として一人称で語る。
- 予言者型・霊感型 - シャーマンは神霊・精霊と直接交信し、その意思を三人称で語る。シャーマン自身の個人的意志がある。
- 見者型 - 神霊の姿が見え、或いは声が聞こえる。神霊の意思を三人称で語る。

日本の場合、これらのうち複数の役割を一人で兼ねている場合が多いとされる。また若い頃は「霊媒」であったが、年を重ねるにつれて「予言者」→「見者」へと変わっていったと述懐する例が多い。
人がシャーマンと認められる過程にはいくつかの種類がある。社会によっても異なる。
- 召命型 - ある日突然心身の異状（巫病）として現れ、神霊によって選ばれたものと見なされる。選ばれようと願っていてもなれるものではないが、選ばれてしまったら本人の意志で拒絶することも困難。沖縄県周辺の「ウマレユタ」など。
- 世襲型 - 血統により選ばれる。霊的資質、人格が継承されると考えられる。沖縄県周辺のノロなど。
- 修行型 - 身体的理由（特に盲目）や経済的事情等からシャーマンになるための修行・学習を積む。沖縄県周辺の「ナライユタ」、日本の東北の「イタコ」など。

憑依する主体にもいくつかの種類があるとされている。
- 死口（しにくち）、仏口（ほとけくち）
  - 新口（しんくち）、新ホトケ
  - 古口（ふるくち）、古ボトケ
- 生口（いきくち）
- 神口（かみくち）

アブラハムの宗教における預言者も、神や天使などが憑依すると考えれば一種のシャーマン（予言者型）と見ることもできる。だが強い倫理観に基づき、神の意思として当時の社会を批判している点で特異である。

## 日本のシャーマン
日本、韓国、台湾、中国大陸、東南アジアなどにおいては、脱魂（ecstasy）型がないとは言えないが、圧倒的に憑依（possession）型が多い。
古来「巫女」と呼ばれる職能者が政治や軍事などの諸領域で活躍したことはよく知られている。『三国志』魏書東夷伝の倭人条、いわゆる『魏志倭人伝』に記述された邪馬台国女王の卑弥呼が用いたという「鬼道」もシャーマニズムと言われている。また『日本書紀』の、神代巻の天照大神、崇神紀の倭迹迹日百襲姫、垂仁紀の倭姫、仲哀紀の神功皇后（気長足姫）などもシャーマンの例として挙げられる。いずれも卑弥呼に比定する有力説のある人物である。
山上伊豆母は、4世紀の三輪王朝、5世紀の河内王朝、そして崇仏派の蘇我氏による大化の改新によって律令制国家となる以前の大和朝廷は、三輪氏や多氏といった巫を司る一族と政を司る大王の共同統治が行われてきたと主張している。その後も壬申の乱に至るまで、常世神など縁起不詳の神が顕現し世を騒がす事件が起きている。『日本書紀』には壬申の乱の際に、生霊神という神が顕現し大海人皇子（天武天皇）を守護すると神語したという記述がある。
現代でも、アイヌの「トゥスクル」、下北半島の恐山におけるイタコ、沖縄県周辺のユタ（ユタ〈シャーマン〉とノロ〈祭司〉とは役割が異なる）など、各地域にシャーマンに当てはまる事例がある。また都市においてもみられる。また小口偉一は、日本の宗教信仰の基底にシャマニズム的傾向があるとし、新宗教の集団の形成や基盤も同様であるとした。新宗教の教祖らの中には召命型シャーマンの系統に属すると思われるような人がいるのである。
近年、旧来とは違った型のシャーマンが多数出現している。依頼者の心身異常の原因について、動物霊の障りであるという説明を避け、意識・無意識・潜在意識といった心理学用語を使って説明する者たちで、チャネラー、スピリチュアル・カウンセラーなどと呼ばれるが、これらも新しい装いをしたシャーマンに属すると言えよう。

## 中国のシャーマン
中国大陸の東北部で流行っているシャーマンは、出馬仙と呼ばれている。その出馬仙は、原始宗教のシャーマニズムの伝統を受け継いでおり、主に四つの動物たち（胡黄嫦蟒）とグループを形成し、一緒に占い・除霊・儀式活動していくこと。キツネ、ヘビ、イタチ、など修行した動物霊が、人間の体に憑依することで、人に癒しの能力を与えるという。
近年、中国の東北部では、占いの能力もなくシャーマンを偽装して詐欺する人が多く、本当の出馬仙が探せないぐらい少なくなっていると言われる。

## 関連文献
- フィンダイゼン 著、和田完 訳『霊媒とシャマン』冬樹社、1977年。
- I・M・ルイス『エクスタシーの人類学　憑依とシャーマニズム』平沼孝之訳、法政大学出版局、1985年。ISBN 9784588001536。
- ピアーズ・ヴィテブスキー『シャーマンの世界』岩坂彰訳、創元社、1996年。ISBN 9784422215013。
- ミハーイ・ホッパール 著、村井翔 訳『図説 シャーマニズムの世界』青土社、1998年4月。ISBN 978-4-7917-5616-2。
- グローリア・フラハティ 著、野村美紀子 訳『シャーマニズムと想像力』工作舎、2005年。ISBN 9784875023876。
- オーケ・フルトクランツ 著、山田仁史 訳「シャマニズムの研究史」、岩田美喜・竹内拓史 編『ポストコロニアル批評の諸相』東北大学出版会、2008年3月。ISBN 9784875023876。[18]
- 山田仁史 著「シャマニズムをめぐる神話と世界観」、高倉浩樹 編『極寒のシベリアに生きる-トナカイと氷と先住民』新泉社、2012年4月。ISBN 9784875023876。
- オーケ・フルトクランツ 著、山田仁史 訳「シャマニズムの研究史」、岩田美喜・竹内拓史 編『ポストコロニアル批評の諸相』東北大学出版会、2008年3月。ISBN 9784875023876。

## 関連作品

### 映画
- Quantum Men (カルロス・セラーノ・アスコーナ Carlos Serrano Azcona（スペイン語）)、スペイン、メキシコ、2011年[19]。
- D'autres mondes (ヤン・クーネン)、フランス、2004年[20]。
- Bells From the Deep (ヴェルナー・ヘルツォーク)、ドイツ、1993年[21]。
- Les maîtres fous (ジャン・ルーシュ)、フランス、1955年[22]。
- Au pays des mages noirs (ジャン・ルーシュ)、フランス、1947年。(ナイジェリアが舞台（英語）)